# 22 (песня Сары Мактернан)
«22» — песня ирландской певицы Сары Мактернан, представленная на конкурсе «Евровидение-2019» в Тель-Авиве.

## Евровидение
Сара Мактернан была выбрана ирландским национальным вещателем. Ирландия участвовала во втором полуфинале, который состоялся 16 мая 2019 года. Ирландия выступала под номером «2». Песня не смогла выйти в финал и заняла последне место.

## Композиция
| №  | Название | Длительность |
| -- | -------- | ------------ |
| 1. | «22»     | 2:53         |